# بارت کووک
بارت کووک (انگلیسی: Burt Kwouk؛ ۱۸ ژوئیهٔ ۱۹۳۰ – ۲۴ مهٔ ۲۰۱۶) یک هنرپیشه اهل بریتانیا بود. وی بین سال‌های ۱۹۵۷ تا ۲۰۱۲ میلادی فعالیت می‌کرد.
از فیلم‌ها یا برنامه‌های تلویزیونی که وی در آن نقش داشته است، می‌توان به در انتهای دوران میانسالی، پنجه طلایی، فقط دو بار زندگی می‌کنید، امپراتوری خورشید، نقشه شیطانی دکتر فومانچو، هواپیمائی آمریکا، برخاسته از مرگ، بوسه اژدها، مخمصه، بازگشت پلنگ صورتی، کازینو رویال، فراتر از مرزها، پسر پلنگ صورتی، پلنگ صورتی دوباره ضربه می‌زند، انتقام پلنگ صورتی، تیری در تاریکی، نفرین پلنگ صورتی، ردپای پلنگ صورتی، فرمانده گم‌شده، هواپیمایی آمریکا، عاشقانه پلنگ صورتی، فراوانی و رولربال اشاره کرد.